# Banon
Banon – miejscowość i gmina we Francji, w regionie Prowansja-Alpy-Lazurowe Wybrzeże, w departamencie Alpy Górnej Prowansji.

## Demografia
Według danych na rok 1990 gminę zamieszkiwało 940 osób, a gęstość zaludnienia wynosiła 24 osoby/km². W styczniu 2015 r. Banon zamieszkiwało 1090 osób, przy gęstości zaludnienia wynoszącej 27,8 osób/km².

## Produkcja serów
W okolicach miasta wytwarza się znaną markę sera - Banon.